# 投影 (心理学)
心理学における投影（とうえい、英: Psychological projection）とは、自己のとある衝動や資質を認めたくないとき（否認）、自分自身を守るため（防衛機制）それを認める代わりに、他の人間にその悪い面を押し付けてしまう（帰属させる）ような心の働きをいう。たとえば「私は彼を憎んでいる」は「彼は私を憎んでいる」に置き換わる。そのひとつに責任転嫁（Blame shifting）があり、たとえば習慣的に失礼な振る舞いをしている人は、いつも他者を失礼な人だと言って回っているケースがある。一般的には悪い面を強調することが多いが、良い投影も存在する。
投影は日常生活においてよく起こっている。例えば、なんとなく嫌いだった人物が、実は自分の否定的な、認めたくない面を体現していたなどである。また、この概念はパーソナリティ障害の治療において、医者に向けられる怒りとして専門的に語られることもある（精神分析における対象関係論の投影性同一視）。統合失調症における迫害妄想との関連も語られている。
ユング心理学では、元型の一つ影 (Schatten) とも関連し、否定するのではなくそれを自分の一面として認識し受容することで、もっと大きな「大いなる自己」・自己実現へと成長するきっかけとして活かすことができると言う。

## 理論的一例
投影は、普通の人においては、個人的・政治的な危機に遭遇した時に起こり得る。自己愛性パーソナリティ障害や境界性人格障害では、より一般的に見られる。

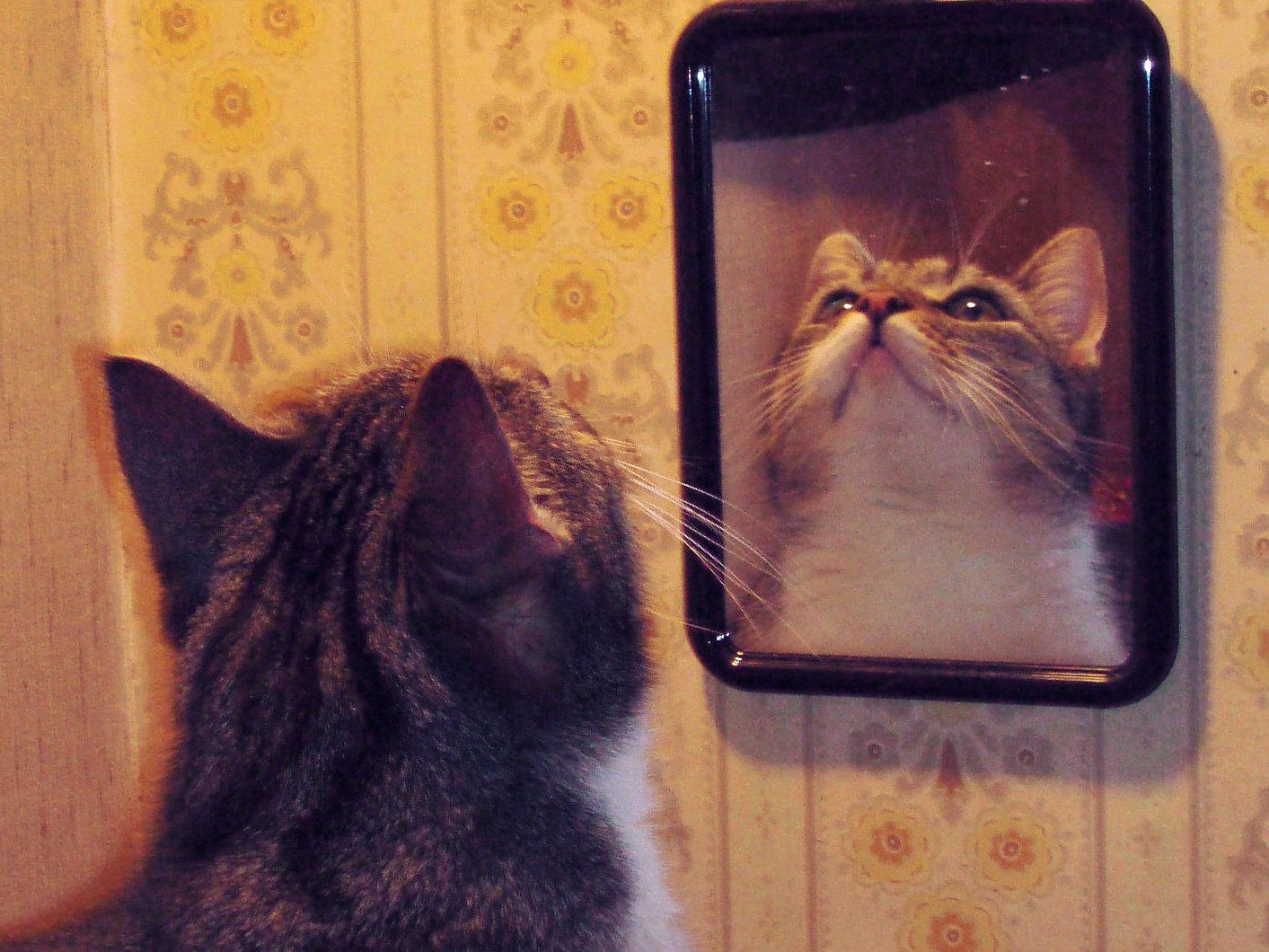
鏡に映る自分

## 例
犠牲者非難
何かしらの事故の被害者や、不運にも犯罪に巻き込まれた人について、その被害者が相手の敵意を引き付けるような点があったから、彼らは被害に巻き込まれたのだという理論。
夫婦
パートナーがいる人の不倫行為は、自己防衛によってパートナーのほうに問題があるのだと無意識に投影される傾向がある。否認によって、その罪悪感を打ち消した、代わりに相手を責める傾向がある。
いじめ
いじめの加害者は、自分の脆弱な点をいじめの標的に対して投影しうる。いじめの卑劣行為は被害者に向けられているのだが、そのネガティブさの発生源は、実際には加害者側自身が持っていた個人的な不安感・脆弱感に起因するものである。こういったネガティブな感情の相手への積極的投影は、対人関係といったミクロレベルから、国際政治、国際武力紛争というマクロレベルまで、どこでも発生する可能性がある。
一般的な罪悪感の投影
深刻な良心の投影は防衛機制の別形態であり、これは個人的または政治的な虚偽の告発行動に結びつくことがある。
希望の投影
ポジティブな面としては、患者は時にセラピストに対し希望の気持ちを投影することがある。